# 消化率
消化率（しょうかりつ）とは、食べた物のうち消化吸収された量の割合を示すものである。
摂取した乾物、タンパク質、エネルギーなどの量から糞として排出された量を差し引いた量が消化された量としてみなされ、この消化された量を摂取した量で割ったものが消化率である。
消化率　＝　(摂取量 - 糞中排出量）/ 摂取量
しかし、実際には、糞として排出されるものの中には消化液や消化管壁がはがれたものも含まれるため、上記の消化率はみかけの消化率とよばれる。真の消化率を求めるには、消化液や消化管壁などの内因性排出物を糞中排出量から差し引かなければならない。

## 消化率の測定法
- 飼養試験：一定期間（反すう家畜の場合10日以上）同じ試料を与え続けたあと、飼料、糞を回収する。回収は一日だけではなく5日~1週間程度続けて行われる。その後、回収したサンプルを、同割合ずつ撹拌したうえで、定性分析、定量分析を行い、標的成分の消化率を算出する。牛などの大型家畜においては非常に労力のかかる試験法である。なお、統計的に有効性を出さなければならない場合、試験は反転法またはラテン方格法などで行われるため、一回の試験が数ヶ月に及ぶことになる。